# Dommartin, Doubs
Dommartin är en kommun i departementet Doubs i regionen Bourgogne-Franche-Comté i östra Frankrike. Kommunen ligger i kantonen Pontarlier som tillhör arrondissementet Pontarlier. År 2022 hade Dommartin 819 invånare.

## Befolkningsutveckling
Antalet invånare i kommunen Dommartin
Referens:INSEE